# Gregory Helms

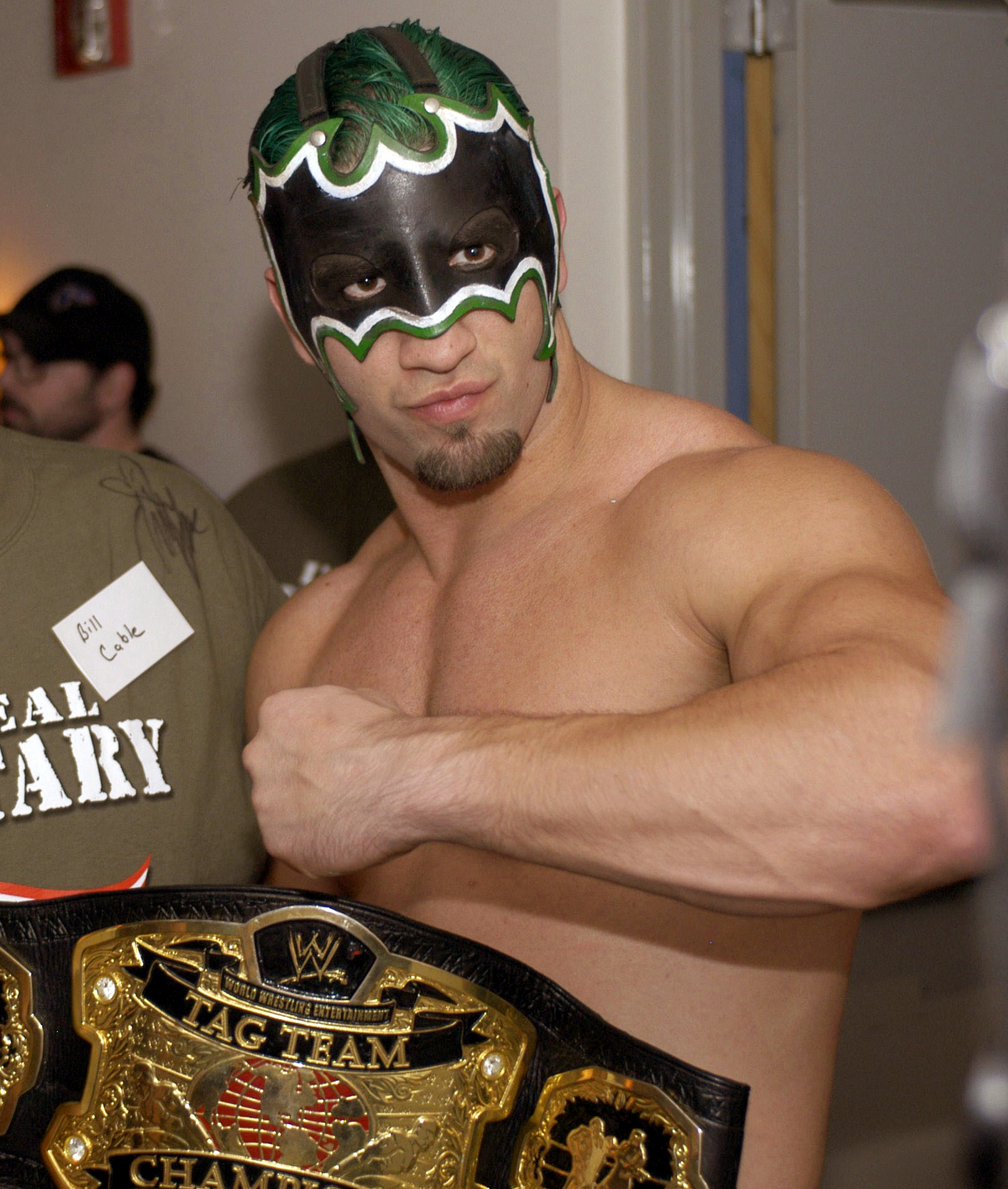
Gregory Helms com o World Tag Team Championship

Gregory Shane Helms (Smithfield, Carolina do Norte, 12 de Julho de 1974) é um wrestler profissional norte-americano, mais conhecido por seu trabalho na WWE.

## Carreira
Helms foi o campeão de Pesos-Leves com o reino mais longo de todos os tempos, incluindo ambas as encarnações WWF/E e WCW.

### 2009
No WWE Draft de 2009, Helms foi transferido para a ECW onde atua como reporter de bastidores, mas também aparece ocasionamente como a personagem "Hurricane" salvando pessoas de pequenos incidentes e voltando rapidamente para o seu lugar de repórter sem ninguém se dar conta da real identidade do herói.
No dia 9 de Julho, finalmente alguém viu The Hurricane, logo após ele salvar uma mulher de cair de uma escada.
Ele já teve que defender sua identidade secreta contra Paul Burchill, até Burchill apostar sua carrera no ECW, pela máscara de Gregory. Helms foi demitido dia 26 de fevereiro.

## Ataques finais
- Shining Wizard (Running enzuigiri to a kneeling opponent)
- Nightmare on Helms Street / Eye of the Hurricane (Spinning headlock elbow drop)
- Vertebreaker (Back to back double underhook piledriver)
- Knee Facebuster
- Over Castle

## Ataques secundários
- The Calm Before The Storm / Death Wish / Underdog
- Overcast
- Flying crossbody
- Hurrikick / Sugarsmack (Superkick)
- Chokeslam - em 2002
- CrossFace Halo
- X-Plex
- TopSpin Facebuster
- Hammerlock Russian leg sweep
- StrangeHold Legsweep
- Inverted Side Suplex
- The Shoulder Wrecker
- Triple Facebuster
- Triple Facebuster
- Twist of fate

## Título e prêmios
Carolina Championship Wrestling
- CCW Light Heavyweight Championship (2 vezes)

- Carolina Championship Wrestling Alliance
  - CCWA Light Heavyweight Championship (2 vezes)
- Exodus Wrestling Alliance
  - EWA Cruiserweight Championship (1 vez)
- NWA Wildside
  - NWA Wildside Tag Team Championship (1 vez) – com Shannon Moore[3]
- New Dimension Wrestling
  - NDW Light Heavyweight Championship (1 vez)
  - NDW Tag Team Championship (1 vez) – com Mike Maverick[4]
- Circuito Independente
  - NAPW Light Heavyweight Championship (1 vez)
- Organization of Modern Extreme Grappling Arts
  - OMEGA Tag Team Championship (2 vezes) – com Mike Maverick[5]
- Pro Wrestling Illustrated
  - PWI ranked him #21 of the 500 best singles wrestlers in the PWI 500 in 2003.[6]
- Southeast Championship Wrestling
  - SCW Heavyweight Championship (1 vez)
  - SCW Tag Team Championship (1 vez) – com Mike Maverick
- Southern Wrestling Alliance
  - SWA Light Heavyweight Championship (1 vez)[5]
- Texas Championship Wrestling
  - TCW Texas Tag Team Championship (1 vez) – com Lenny Lane[5]
- World Championship Wrestling
  - WCW Cruiserweight Championship (1 vez)[7]
  - WCW Hardcore Championship (1 vez)¹[5]
- Wrestling Observer Newsletter awards
  - Best Gimmick (2001)

¹Helms was part of the group called 3 Count, which won the title jointly, and the WCW Hardcore Championship was defended under the Freebird Rule.
- World Wrestling Federation
  - WWF European Championship (1 vez)[8]
  - WWE Cruiserweight Championship (2 vezes)[9][10]
  - WWE/World Tag Team Championship (2 vezes) – with Kane (1)[11] and Rosey (1)[12]
  - WWF Hardcore Championship (1 vez)[13]
- World Wrestling Organization
  - WWO Light Heavyweight Championship (1 vez)